# Oligodon eberhardti
Espèce
Synonymes
- Oligodon herberti var. eberhardti Pellegrin, 1910
- Macrocalamus wongii Fan, 1931

Statut de conservation UICN

 LC  : Préoccupation mineure
Oligodon eberhardti est une espèce de serpent de la famille des Colubridae.

## Répartition
Cette espèce se rencontre :
- au Cambodge ;
- au Laos ;
- en République populaire de Chine, dans les provinces de Guangxi et de Fujian ;
- au Viêt Nam.

## Description
L'holotype de Oligodon eberhardti mesure 438 mm dont 66 mm pour la queue. Son dos est brun grisâtre avec de chaque côté une ligne longitudinale brun foncé.

## Taxinomie
Ce taxon, anciennement synonyme de Oligodon catenatus, est désormais considéré comme espèce à part entière.

## Étymologie
Son nom d'espèce lui a été donné en l'honneur de Philippe Albert Eberhardt (1872–1942), inspecteur de l'agriculture en Indochine.

## Publication originale
- Pellegrin, 1910 : Description d'une variété nouvelle de l'Oligodon herberti Boulenger, provenant du Tonkin. Bulletin de la Société zoologique de France, vol. 35, p. 30-32 (texte intégral).